# Захари Донев
Захари Якимов Донев е български политик.

## Биография
Роден е на 14 септември 1937 година в Гара Пирин. През 1967 година завършва Инженерно-строителния институт със специалност „геодезия“. От 1958 до 1959 година работи като техник в Гара Пирин. Между 1959 и 1975 година е последователно проектант и началник-отдел Строителство към Окръжния народен съвет. От 1975 до 1985 и от 1989 до 1991 година е директор на проектантската организация. Членува в Българската комунистическа партия. Кмет е на Благоевград от 29 октомври 1985 до 8 октомври 1987 година.
Почетен гражданин на Благоевград е от 28 юли 2017 година.
Захари Донев умира на 25 юли 2024 година.